# Yehezkel Chazom
Yehezkel Chazom (en hebreo: יחזקאל חזום‎, también escrito como Yehezkel Hazum; 30 de noviembre de 1946-21 de marzo de 2023) fue un futbolista de Israel que jugó en la posición de delantero. Fue miembro de la selección nacional de Israel en la Copa del Mundo celebrada en 1970 en México, única ocasión en que Israel ha participado.

### Inicios
Hazum nació en Irak y emigró a Israel a una edad temprana con su familia, creció en Jaffa y comenzó a jugar fútbol a la edad de nueve años en el departamento juvenil de Hapoel Tel Aviv. A los 17 años ascendió a la selección absoluta del club y debutó en un derbi ante el Maccabi Tel Aviv. El 20 de junio de 1964 marcó su gol de debut con el Hapoel Tel Aviv, en un partido contra el Maccabi Petah Tikva.
En la temporada 1965/1966 , bajo la dirección del entrenador David Schweitzer, Hazum ganó el campeonato con el Hapoel Tel Aviv, junto a Shia Feigenbaum, David Primo, Shavi Ben Baruch y Danny Borsuk, sus contemporáneos y el veterano Gideon Tish. El joven Hazum marcó 7 goles en liga esta temporada, incluido un doblete en la victoria por 3-2 sobre el Maccabi Petah Tikva en la jornada 23. En la temporada siguiente, Hazum ganó con el equipo en la Liga de Campeones de Asia (1967), aunque se lesionó cerca de un mes antes del partido final y no participó en él.
En la temporada 1968/1969, bajo la dirección de Rehavia Rosenbaum, ganó otro campeonato con el equipo, con Jacob Rachmaninovitch, Shimon Ben Yonathan, George Burba y Rony Calderon protagonizando junto a él. En esta temporada Hazum anotó 8 goles. En la temporada siguiente, marcó un doblete cuando el Hapoel Tel Aviv repetía su mayor victoria en la liga, 8-0 ante el Hapoel Beer Sheva. En 1970, Hapoel Tel Aviv se clasificó nuevamente para la final de la Liga de Campeones de Asia (1970) y esta vez Hazum comenzó en la alineación del equipo en el partido final contra el Taj Club iraní e incluso anotó un gol de la victoria para Hapoel Tel Aviv. pero al final los iraníes ganaron 1-2. En 1972 ganó la Copa del Estado con el equipo. Después de una victoria por 1-0 sobre Hapoel Jerusalem en el partido final, Hazum anotó 3 goles en los partidos de copa esa temporada, incluido un gol en las semifinales contra el Maccabi Haifa .
Hazum jugó en el Hapoel Tel Aviv hasta 1977 y en total apareció en 324 partidos de liga con el uniforme del equipo. Hazum es el segundo máximo goleador de todos los tiempos del Hapoel Tel Aviv, solo superado por Shia Feigenbaum con 97 goles en la liga y un total de 135 goles en todas las competiciones. Después de dejar el equipo, se desempeñó como jugador-entrenador en varios equipos de las ligas inferiores y luego también se desempeñó durante una temporada como asistente del entrenador de Hapoel Tel Aviv, David Schweitzer.

### Muerte
Hazum falleció el 21 de marzo de 2023 a la edad de 76 años.[1]

### Equipo nacional de Israel
Hazum tuvo 9 apariciones con el uniforme de la selección nacional de Israel. El 10 de noviembre de 1965 apareció por primera vez con la selección nacional, en un partido contra la selección de Bélgica en el Estadio Ramat Gan como parte de las eliminatorias para el Mundial de 1966. Hazum también estuvo en el equipo israelí en la Copa del Mundo de 1970 la única vez que el equipo se clasificó para el torneo. El 26 de mayo de 1973 hizo su última aparición en la selección nacional, en un partido contra la selección japonesa en Seúl, como parte de las eliminatorias al mundial de Alemania en 1974.

## Carrera

### Club
| Periodo   | Club               | Apariciones | Goles |
| --------- | ------------------ | ----------- | ----- |
| 1964–1977 | Hapoel Tel Aviv FC | 324         | 97    |
| 1977-1978 | Hapoel Ramla       | 22          | 9     |
| 1978-1979 | Hapoel Ashkelon    | 17          | 7     |

## Logros
- Liga Premier de Israel (2): 1966, 1969
- Copa de Israel (1): 1972
- Copa de Clubes de Asia (1): 1967